# Havelkanal
Der Havelkanal, amtliches Kürzel HvK, ist eine Bundeswasserstraße im Bundesland Brandenburg und beginnt bei km 0,41 zwischen Nieder Neuendorf und Hennigsdorf an der Havel (km 10,30 der Havel-Oder-Wasserstraße) und endet bei km 34,59 bei Paretz in der Nähe von Ketzin wiederum an der Havel (km 32,27 der Unteren Havel-Wasserstraße). Er ist als Wasserstraßenklasse IV mit Einschränkungen ausgewiesen; vom Güterverkehrszentrum Wustermark (km 20,7) in Richtung Untere Havel-Wasserstraße läuft der Ausbau auf Klasse Vb.
Er hat eine Länge von 34,18 km und überwindet an der Kanalstufe Schönwalde einen Höhenunterschied von rund zwei Metern. Auf beiden Seiten der Schleuse liegt der Wasserstand der Havel an.
Zuständig für die Verwaltung ist das Wasserstraßen- und Schifffahrtsamt Spree-Havel.

## Vorgeschichte
Anfang der 1950er Jahre wurde durch den Ministerrat der DDR eine Erweiterung des märkischen Wasserstraßennetzes beschlossen. Der Bau des ursprünglich Kanal des Friedens genannten neuen Kanals wurde mit dem Ministerratsbeschluss vom 19. April 1951 verfügt.
Folgende Gründe für den Bau wurden seinerzeit angegeben:
- Die weite Umgehung des Berliner Stadtgebietes auf der Wasserstraße zwischen Elbe und Oder, insbesondere auch West-Berlins.
- Die Verkürzung des Weges zwischen den genannten Flüssen um neun Kilometer.
- Die Herstellung einer für 1000-Tonnen-Schiffe passierbaren Verbindung zwischen den genannten Flüssen unter Umgehung der (damals) zu kleinen Schleuse Spandau.
- Die Verbesserung der Entwässerung angrenzender landwirtschaftlicher Nutzflächen im Zuge der Kollektivierung der Landwirtschaft. Die Kollektivierung der Landwirtschaft stand allerdings erst mit der 2. Parteikonferenz im Juli 1952 auf dem Plan.

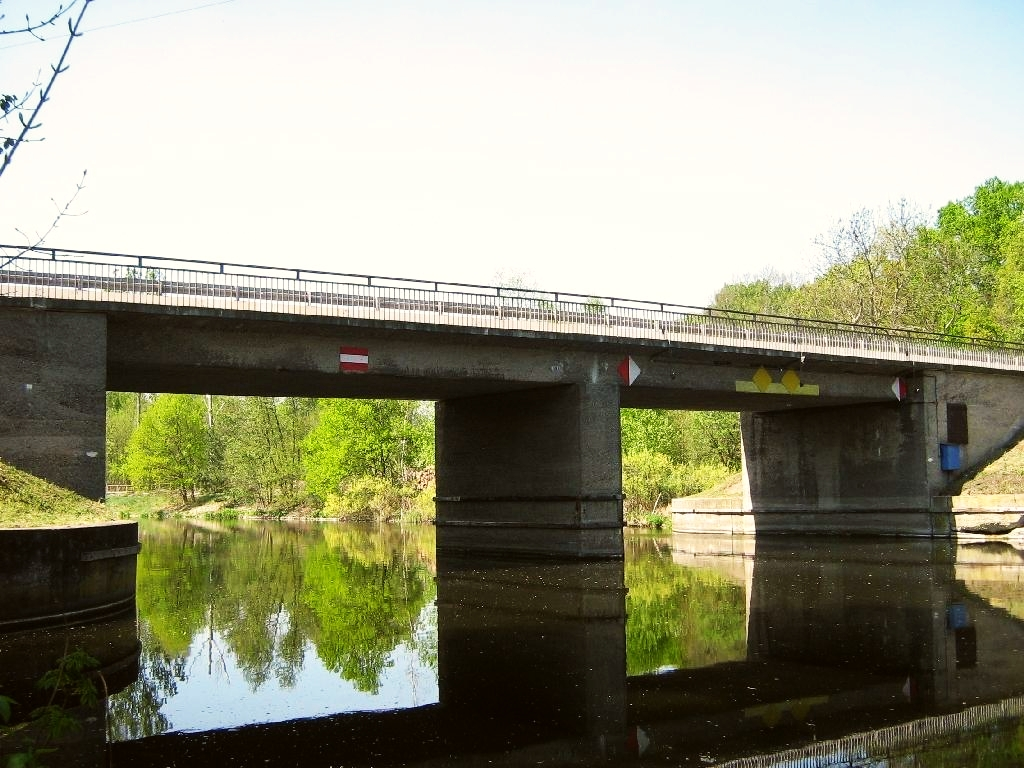
Beispiel einer Zweifelderbrücke mit Mittelpfeiler bei Alt-Brieselang

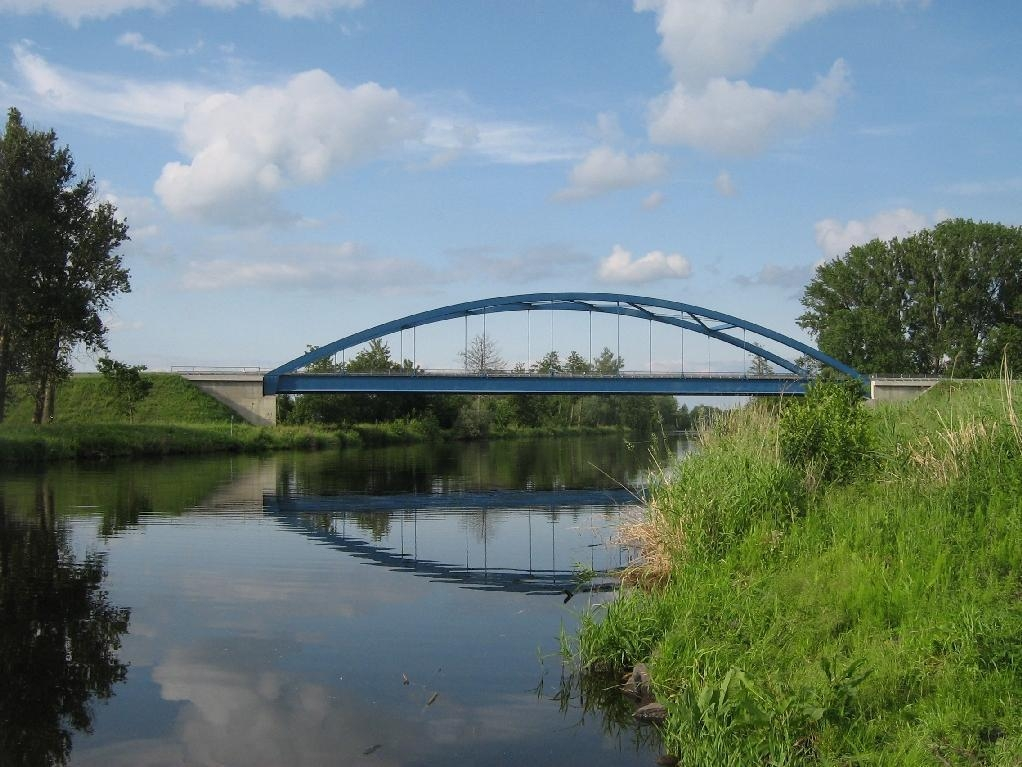
Moderne Stabbogenbrücke über den Kanal bei Paretz

## Linienführung
Der gut 34 Kilometer lange Kanal zweigt bei Nieder Neuendorf in westlicher Richtung aus der Havel ab. Nach einem Lauf von 11,3 Kilometern trifft er auf den früheren Nieder Neuendorfer Kanal, um nach weiteren 3,6 Kilometern nach Süden abzuschwenken und bei Kanalkilometer 16,4 das frühere Kanalbett des Brieselanger Entwässerungskanals zu erreichen. Am Kilometer 20,5 mündet er in den alten Nauen-Paretzer-Kanal, dessen Bett er etwa sieben Kilometer nutzt. Südlich von Buchow-Karpzow quert die Kanaltrasse in einem tiefen Einschnitt den Paarener Berg. Dieser Verlauf wurde gewählt, um das Gebiet der Wublitz zu umgehen. In diesem Gebiet stehen bis zu 18 Meter mächtige Moorschichten an. Zur Gewährleistung ihrer Standfestigkeit hätten die hier zu errichtenden Kanaldämme den Antransport von 250.000 m³ rolligem Material erfordert.
Bei Kilometer 8,75 liegt die Schleuse Schönwalde. Wasserwirtschaftlich wurde an den Bau von drei Schleusen gedacht, was aber für die Schifffahrt eine Beeinträchtigung dargestellt hätte. Durch den Bau nur einer Schleuse werden sowohl in der oberen, als auch in der unteren Haltung die jeweiligen Havelwasserstände wirksam. Daraus ergab sich eine weitgehende beidseitige Einfassung des Havelkanals mit hochwasserfreien Kanaldämmen. Hinter den Dämmen wurden zur Entwässerung der landwirtschaftlichen Nutzflächen neue Entwässerungs- und Abzugsgräben sowie Schöpfwerke errichtet.

## Der Querschnitt des Kanals
Ursprünglich wurde geplant, den Havelkanal in zwei Ausbaustufen anzulegen, von denen jedoch bis heute nur die erste Stufe realisiert wurde. Die erste Stufe sah den zweischiffigen Ausbau für Groß-Plauer Maß Schiffe vor. Bei einer Wasserspiegelbreite von etwa 34,50 Metern und einer Kanaltiefe von 3,00 Metern ergab sich ein Querschnitt von etwa 68 Quadratmetern. Damit würden sich bei einem Schiff mit einem Tiefgang von 1,75 Metern Verhältnisse ergeben, die nicht einer modernen und zeitgemäßen Wasserstraße entsprechen. Zur Vorbereitung der zweiten Ausbaustufe, die einen zweischiffigen Verkehr mit 1000-t-Schiffen vorsah, wurden sieben Ausweichstellen einschließlich der Schleusenvorhäfen angelegt. Die Ausweichstellen sind mindestens 500 Meter lang und im Wasserspiegel 37 Meter breit. Die Wassertiefe war mit 3,50 Meter vorgesehen. Da die kleinsten Krümmungsradien des Kanals 1000 Meter betragen, wurden Vorbereitungen für Verbreiterungen vorgesehen. Nach heutigen Maßstäben sind die Böschungsbefestigungen völlig unzureichend und reichen nicht bis zur Kanalsohle. Sie bestehen nur aus einer knapp zwanzig Zentimeter starken Steinschüttung mit Korngrößen zwischen 150 und 250 Millimetern auf einer etwa zehn Zentimeter starken Schotterschicht mit Korngrößen zwischen 30 und 80 Millimetern. Das für die Erweiterung vorgesehene Ufer wurde mehr oder weniger provisorisch mit einer schwachen Trümmerschicht befestigt.

## Schleuse
Die Schleuse Schönwalde bei km 8,75 weist eine nutzbare Länge von 85,00 Metern und eine Breite von 12,00 Metern auf. Die maximale Fallhöhe beträgt 2,20 Meter.

### Schiffsverkehr an der Schleuse
| Anzahl der Schiffe | Anzahl der Schiffe | Anzahl der Schiffe | Anzahl der Schiffe | Anzahl der Schiffe |
| ------------------ | ------------------ | ------------------ | ------------------ | ------------------ |
|                    |                    |                    |                    |                    |
| 2000               | 2000               |                    | 9406               | 9406               |
| 2001               | 2001               |                    | 8799               | 8799               |
| 2002               | 2002               |                    | 7719               | 7719               |
| 2003               | 2003               |                    | 5222               | 5222               |
| 2004               | 2004               |                    | 4583               | 4583               |
| 2005               | 2005               |                    | 4204               | 4204               |
| 2006               | 2006               |                    | 4166               | 4166               |
| 2007               | 2007               |                    | 3952               | 3952               |
| 2008               | 2008               |                    | 3826               | 3826               |
| 2009               | 2009               |                    | 3900               | 3900               |
| 2010               | 2010               |                    | 3695               | 3695               |
| 2011               | 2011               |                    | 4000               | 4000               |
| 2012               | 2012               |                    | 4026               | 4026               |
| 2013               | 2013               |                    | 4327               | 4327               |
| 2014               | 2014               |                    | 4212               | 4212               |
|                    |                    |                    |                    |                    |

Es werden die gesamten Fahrzeuge betrachtet, die die Schleuse passierten. Dazu zählen neben den Güterschiffen auch Schubboote, Fahrgastschiffe, Sportboote und sonstige Fahrzeuge. Dies bedeutet einen Rückgang des Schiffsverkehrs im genannten Zeitraum um 55 Prozent.

## Die Brücken (Auswahl)
Über den Kanal wurden mit der Verkehrsfreigabe mindestens zehn Brücken errichtet. Die Autobahnbrücke der heutigen BAB 10 entstand 1978. Sie wurde 2010/11 erneuert, andere wurden bereits im Rahmen verschiedener Verkehrsprojekte durch modernere Brückenbauwerke ersetzt. Aufgenommen sind nur die in den Quellen (Literatur und Weblinks) dokumentierten Brücken. Die Nummerierung (Spalte 1) und Kilometrierung (Spalte 2) erfolgt vom Abzweig des Kanals von der Havel-Oder-Wasserstraße. In der Spalte 3 sind die meisten Brücken im Bild dokumentiert. In der Spalte 4 sind die Orte, in deren Nähe sie liegen, angegeben. Die Textspalte „Anmerkungen“ nennt Daten der Brücken und gegebenenfalls ihren Namen und gibt zudem Aufschluss über die Namensgebung. Die sechste und letzte Spalte verlinkt die Koordinaten der Bauwerke.
| Nummer | km    | Fotografie                                                                       | Name der Brücke / Ort                                          | Anmerkungen | Koordinaten |
| ------ | ----- | -------------------------------------------------------------------------------- | -------------------------------------------------------------- | --- | ----------- |
| 1      | 00,75 | Straßenbrücke Nieder Neuendorf                                                   | Straßenbrücke Nieder Neuendorf, Nieder Neuendorf / Hennigsdorf | Die 1953 errichtete Brücke führt die Spandauer Allee (L 172) zwischen Nieder Neuendorf und Hennigsdorf über den Kanal. Sie wurde 2017 bis 2019 durch einen Neubau ersetzt.                                                                                            | Karten      |
| 2      | 06,49 | Straßenbrücke Schönwalde                                                         | Straßenbrücke Schönwalde, Schönwalde-Glien                     | Zweifelderbrücke mit Mittelpfeiler, über sie führt die Falkenseer Straße (L 16) zwischen Schönwalde-Siedlung und dem nördlich des Kanals gelegenen alten Ort Schönwalde. Sie wurde 1952 gebaut.                                                                       | Karten      |
| 3      | 08,89 | Schleusenbrücke Schönwalde talwärts gesehen                                      | Schleusenbrücke Schönwalde, Schönwalde-Glien                   | Die Brücke wurde 1953 gebaut und inzwischen teilerneuert. Sie führt einen Wirtschaftsweg über das Unterhaupt der Schleuse zum Schleusengehöft. | Karten      |
| 4      | 09,74 | Brücke des Berliner Eisenbahnaußenring über den Havelkanal                       | Eisenbahnbrücke Schönwalde, Schönwalde-Glien                   | Die Brücke führt den Berliner Außenring über den Kanal. | Karten      |
| 5      | 14,37 | Straßenbrücke Alt-Brieselang                                                     | Straßenbrücke Forsthaus Alt-Brieselang, Brieselang             | Zweifelderbrücke mit Mittelpfeiler. Die Straßenbrücke Forsthaus Alt-Brieselang wurde 1952 errichtet. Die Brieselanger Straße (L 201) führt über die Brücke von Alt-Brieselang in Richtung Nauen. An der Brücke befinden sich zwei Gedenktafeln für Nikos Belogiannis. | Karten      |
| 6      | 16,25 | Feldwegbrücke Brieselang                                                         | Feldwegbrücke Brieselang, Brieselang                           | Ehemalige Zweifelderbrücke mit Mittelpfeiler. Die neue Brücke ist eine Stabsegmentbogenbrücke als Rad- und Fußwegbrücke und verbindet die Hafen- und Karl-Marx-Straße zwischen einem Industriekomplex und dem Ort Brieselang.                                         | Karten      |
| 7      | 18,29 | Bahnstrecke Berlin–Hamburg über den Havelkanal am Ortsrand von Brieselang        | (Eisenbahnbrücke), Brieselang                                  | Berlin-Hamburger Bahn | Karten      |
| 8      | 18,50 | Straßenbrücke Brieselang L 2                                                     | Straßenbrücke Brieselang, Brieselang                           | Die Zweifelderbrücke mit Mittelpfeiler wurde 1952 gebaut. Sie führt die Bredower Allee (Kreisstraße 6303) zwischen Nauen und Brieselang über den Havelkanal. | Karten      |
| 9      | 18,80 | Autobahnbrücke A 10 über den Kanal                                               | (Brücke BAB 10), Brieselang / Potsdam                          | Die Autobahnbrücke BAB 10 über den Havelkanal bei Brieselang besteht aus zwei Netzwerkbogenbrücken mit jeweils 106 Meter Stützweite. Das Bauwerk von 2011 ersetzte eine stählerne Balkenbrücke aus dem Jahr 1978.                                                     | Karten      |
| 10     | 20,19 |                                                                                  | Straßenbrücke Zeestow, Brieselang                              | Die Zweifelderbrücke mit Mittelpfeiler wurde 1952 erbaut. Sie führt die Brieselanger Straße (L 202) über den Kanal. | Karten      |
| X      | 21,37 |                                                                                  | (Feldwegbrücke Kuhdamm), Wustermark                            | Ehemalige Feldwegbrücke mit zwei Pfeilern im Kanal. Die alte Brücke wurde abgerissen und durch einen Neubau (siehe Nummer 11) ersetzt. | Karten      |
| 11     | 21,39 | Kuhdammbrücke                                                                    | Kuhdammbrücke, Wustermark                                      | Die neue Brücke wurde am 26. September 2005 fertig und an das damalige WSA Brandenburg und die Gemeinde Wustermark übergeben. | Karten      |
| 12     | 22,12 | Straßenbrücke Ortsumfahrung Wustermark                                           | (Straßenbrücke Ortsumfahrung Wustermark B 5), Wustermark       | | Karten      |
| X      | 22,21 |                                                                                  | (Rohrbrücke), Wustermark                                       | An dieser Stelle befand sich eine Rohrbrücke, die ersatzlos abgerissen wurde. Die den Kanal kreuzende Erdgasleitung wurde unter den Kanal als Düker verlegt. | Karten      |
| 13     | 22,81 | Berlin-Lehrter Eisenbahn                                                         | Eisenbahnbrücke Wustermark I, Wustermark                       | Berlin-Lehrter Eisenbahn | Karten      |
| 13a    | 22,83 | Berlin-Lehrter Eisenbahn                                                         | Eisenbahnbrücke Wustermark II, Wustermark                      | Berlin-Lehrter Eisenbahn | Karten      |
| 14     | 23,67 | Straßenbrücke Wustermark                                                         | Straßenbrücke Wustermark, Wustermark                           | Ehemalige Zweifelderbrücke mit Mittelpfeiler von 1952. Die Brücke wurde 2005 durch einen Neubau ersetzt. Über die Stabbogenbrücke führt die Berliner Straße / Berliner Allee.                                                                                         | Karten      |
| 15     | 27,08 | Brückenneubau 1999, die Priorter Straße (Kreisstraße 6305) führt über die Brücke | Straßenbrücke Buchow-Karpzow, Wustermark                       | Ehemalige Zweifelderbrücke mit Mittelpfeiler von 1952. Brückenneubau 1999, die Priorter Straße (Kreisstraße 6305) führt über die Brücke. | Karten      |
| 16     | 30,18 | Die neue Stabbogenbrücke über den Havelkanal bei Falkenrehde-Paaren              | Straßenbrücke Falkenrehde-Paaren, Falkenrehde / Ketzin/Havel   | Im Zuge des geplanten Ausbaues im Rahmen des Projektes 17 der Verkehrsprojekte Deutsche Einheit musste die vorhandene Straßenbrücke der B 273 zwischen Paaren und Falkenrehde über den Havelkanal aus dem Jahre 1963 komplett ersetzt werden.                         | Karten      |
| 17     | 33,85 | Straßenbrücke Paretz                                                             | Straßenbrücke Paretz, Paretz / Ketzin/Havel                    | Ehemalige Zweifelderbrücke mit Mittelpfeiler, 2007 durch Stabbogenbrücke ersetzt. Über die Brücke führt die Paretzer Straße zwischen den Dörfern Paretz und Uetz. | Karten      |

## Der Bauverlauf
Die Bauarbeiten am Kanal begannen im Mai 1951 in zwei getrennten Abschnitten, einem Nord- und einem Südabschnitt. Im südlichen Bereich von Paretz bis Brieselang wurden die Erdarbeiten fast ausschließlich mit Technik der Wasserstraßenverwaltung in Eigenregie durchgeführt. Die Arbeiten am Nordabschnitt wurden überwiegend volkseigenen Betrieben übertragen. Zu ihrem Auftragsvolumen gehörten auch die Bauten wie das Schleusenmeisterdienstgehöft.
Im Südabschnitt war der Baufortschritt in den ersten Monaten nur gering, weil die Baustellen, die Reparaturwerkstätten und eine Nachtbeleuchtung erst eingerichtet werden mussten. Der Großteil der vorgesehenen Spüler und Bagger mussten erst überholt werden. Dazu kam ein Mangel an ausgebildetem Personal für die Großgeräte. Nach der Überwindung der anfänglichen Probleme gingen die Arbeiten jedoch zügig voran. Es wurde in drei Losen gearbeitet, in denen bei einem zweischichtigen Betrieb insgesamt 1500 Arbeiter beschäftigt waren. Zeitweilig waren 16 Schwimmbagger im Einsatz und sieben Spüler förderten den gewonnenen Boden auf die abseits liegenden Spülflächen.
Nach einer Bauzeit von nur 13 Monaten konnte die Wasserstraße am 28. Juni 1952 dem Verkehr übergeben werden. Dies war in Anbetracht der schwierigen Bedingungen der Nachkriegszeit eine außergewöhnliche Leistung.
Erschwerend kamen folgende Umstände beim Bau des Kanals hinzu:
- Es gab keine Vorbereitungszeit und damit auch keine Baugrunduntersuchung.
- Die Projektierung wurde gleitend, d. h. vor Ort durchgeführt.
- Es stand nur mangelhaftes Material in sehr knapper Bemessung zur Verfügung. Daraus ergaben sich die einfachste Kammerwandkonstruktion der Schleuse Schönwalde und Brückenkonstruktionen mit Mittelpfeiler, die hinderlich für die Schifffahrt waren. Die Eisenbahnbrücken wurden aus Trägersegmenten erbaut, die man von gesprengten Oderbrücken bergen konnte. Diese Stahlträger waren damals schon über fünfzig Jahre alt, was zu einem schnellen Verschleiß der Brücken führte.
- Es standen nur veraltete, stark reparaturanfällige Baumaschinen und Geräte zur Verfügung. Das Bedienungspersonal war anfangs mangelhaft ausgebildet und unerfahren.

Insgesamt wurden in der relativ kurzen Bauzeit eine Schleuse, ein Wehr, fünf Schöpfwerke, zwei Düker, ein Einlassbauwerk, zehn Brücken, ein Schleusenmeisterdienstgehöft und ein Strommeistergehöft errichtet. Weiterhin wurden 29 Kilometer Dämme aufgeschüttet und 60 Kilometer Gräben ausgehoben. Für die Ufersicherung wurden 230.000 Kubikmeter Steine verbraucht. Große Teile der Ufer wurden mit Trümmerschutt aus Berlin befestigt. Bei den notwendigen Moorsprengungen wurden etwa fünfzig Tonnen Sprengstoff verbraucht.
Am Kanal wurden 40.000 Bäume als Windschutz neu gepflanzt und etwa 60 Hektar Spülfläche neu begrünt.
Nach 1990 wurde bei Wustermark (km 21,6–22,0) ein Güterverkehrszentrum (GVZ) errichtet und der Kanal von der Unteren Havel-Wasserstraße her zum GVZ hin ausgebaut.